# Mary Ann Ganser

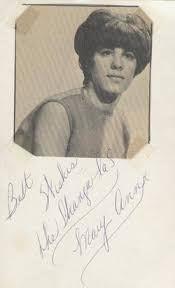
Mary Ann GanserMorte:

Mary Ann Ganser (4 de fevereiro de 1948, Oceanside, Nova York - 14 de março de 1970, Forest Hills, Nova York, EUA) foi umas das integrantes do grupo The Shangri-Las. 

## História Com o Grupo The Shangri-Las
Mary Ann que é irmã gêmea de Marge Ganser (N. 1948 - M. 1996) as duas conheceram as irmãs Elizabeth Weiss (nascida em 1946) e Mary Weiss (1948) e criaram uma relação de amizade ainda no colégio, compartilhando entre si o seu amor pela música. Inicialmente trabalhavam sem um nome específico, mas no final de 1963 passaram a se chamar The Shangri-Las. 
Elas começaram a se apresentar em shows na escola e em shows de talento, quando despertaram o interesse de Artie Ripp que assinou um contrato com as garotas com a editora discográfica Kama Sutra Records, organizando-as para o lançamento do seu primeiro disco.
Mary costumava fazer os vocais secundários e chegou a cantar apenas uma música como vocal principal intitulada 'I'm Blue' 

## Morte
Mary estava passando por problemas com drogas no final dos anos 60, em 1970 ela morreu devido a overdose. 
1. ↑  «The Shangri-Las | Biography, Albums, Streaming Links». AllMusic (em inglês). Consultado em 23 de junho de 2020
2. ↑  «Original versions of I'm Blue by The Shangri-Las | SecondHandSongs». secondhandsongs.com. Consultado em 23 de junho de 2020
3. ↑  The New York Times. [S.l.: s.n.] 1970